# Jan de Winter (Nederlands kunstenaar)
Jan de Winter (Vlaardingen, 5 augustus 1939 – aldaar, 17 oktober 2022) was een Nederlandse beeldhouwer, glasschilder en tekenaar

## Leven en werk
De Winter volgde tot 1962 de avondopleiding aan de Academie van Beeldende Kunsten en Technische Wetenschappen in Rotterdam. Overdag was hij werkzaam als glazenier bij een bedrijf in Schiedam, waar hij naar eigen zeggen meer leerde dan aan de academie. De Winter is bekend geworden door zijn schilderkunst en glas-in-loodvensters en als abstract beeldhouwer.
De kunstenaar woonde, werkte en overleed in Vlaardingen.

## Werken (selectie)
- Vogelvlucht (1969), Fredrik Hendriklaan in Vlaardingen
- Glas- en koperreliëf Vuur, Water en Energie (19??), Accentcollege aan de Rotterdamseweg in Vlaardingen - herplaatst in 2007
- Twee polen (1971), vijver van de Frederik Hendriklaan in Vlaardingen
- Metaalreliëf Compositie (1974), Liesveldviaduct in Vlaardingen
- Metaalplastiek Doelman (1974), Meidoornstraat in Vlaardingen
- Mozaïek en twee glas-in-loodramen (1975), Christelijke Basisschool Kethel, Vlaardingseweg in Schiedam
- Dubbel Figuur (1984), Columbusstraat in Vlaardingen
- Vizier (1996), Vikingbank in Vlaardingen
- Glas-in-loodramen, Streekziekenhuis in Ede
- Glaswand, Sociale Dienst in Delft
- Pegasus, Vlaardingen
- Energie, tuin museum Maassluis
- Naamloos uit 1963,lijkt op "Vogelvlucht" uit 1969, maar dan verticaal en kleiner, NLW Groep Venray

## Fotogalerij

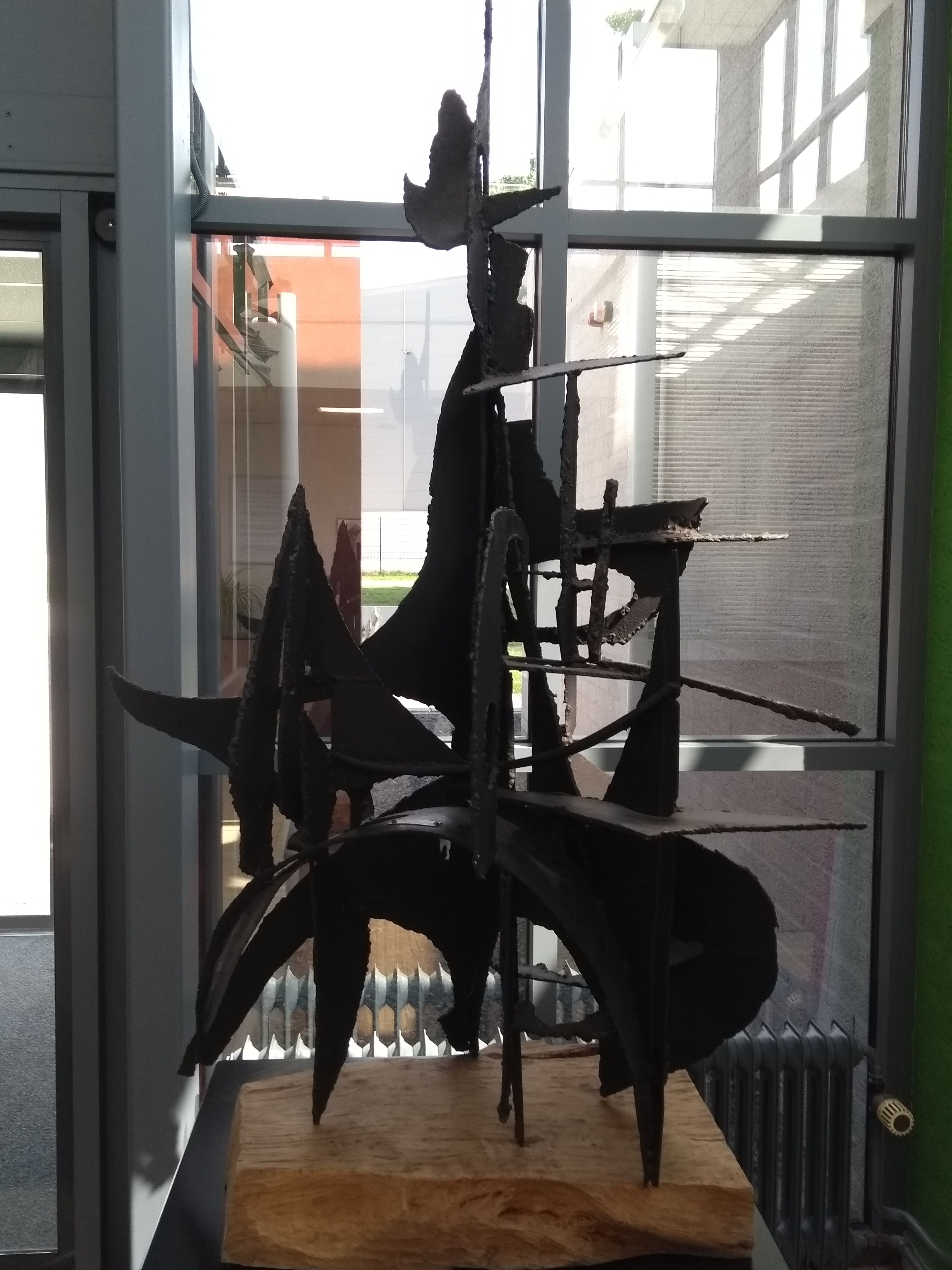
kunstwerk van J. de Winter (1963), Venray
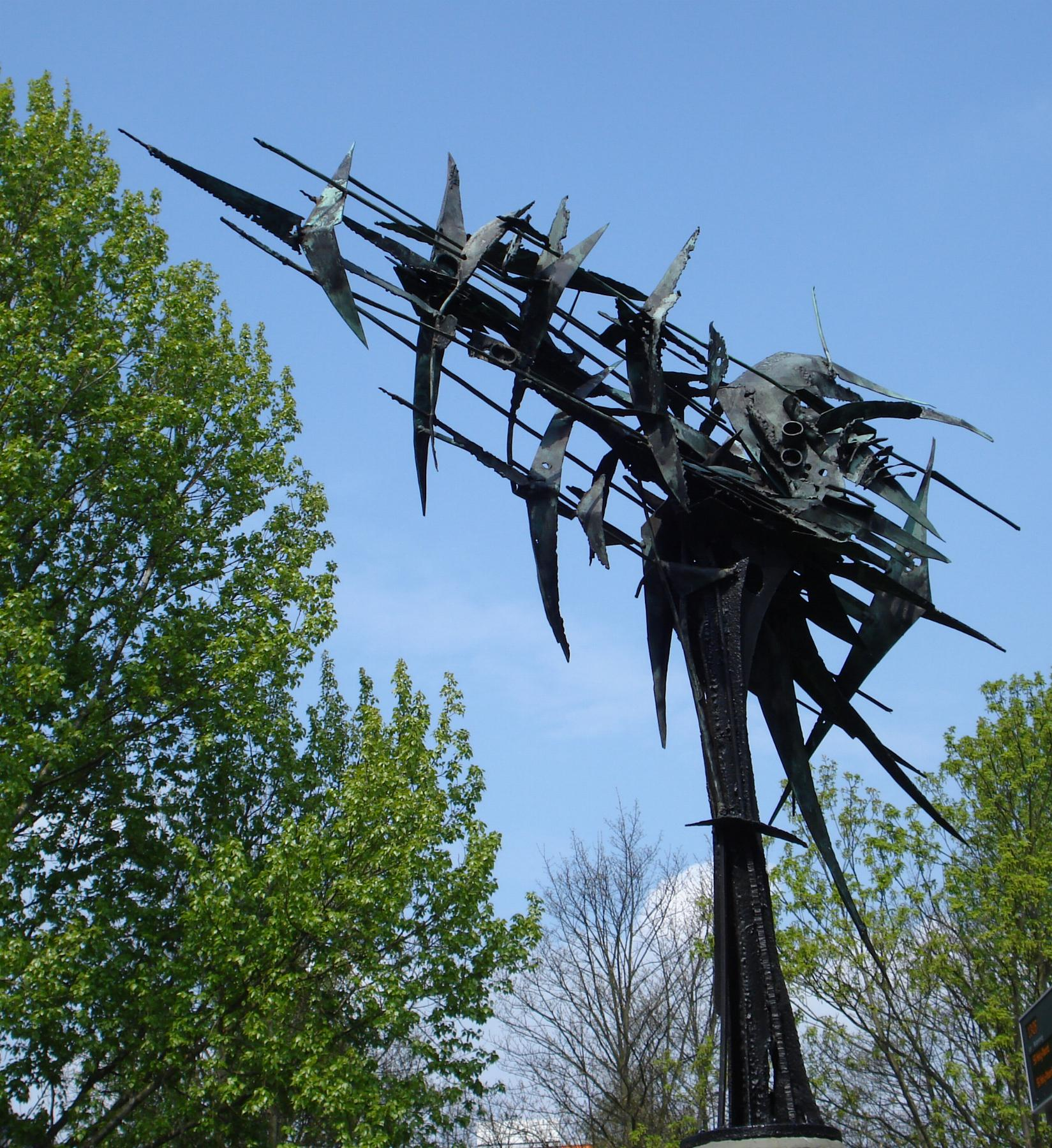
"Vogelvlucht" (1969)
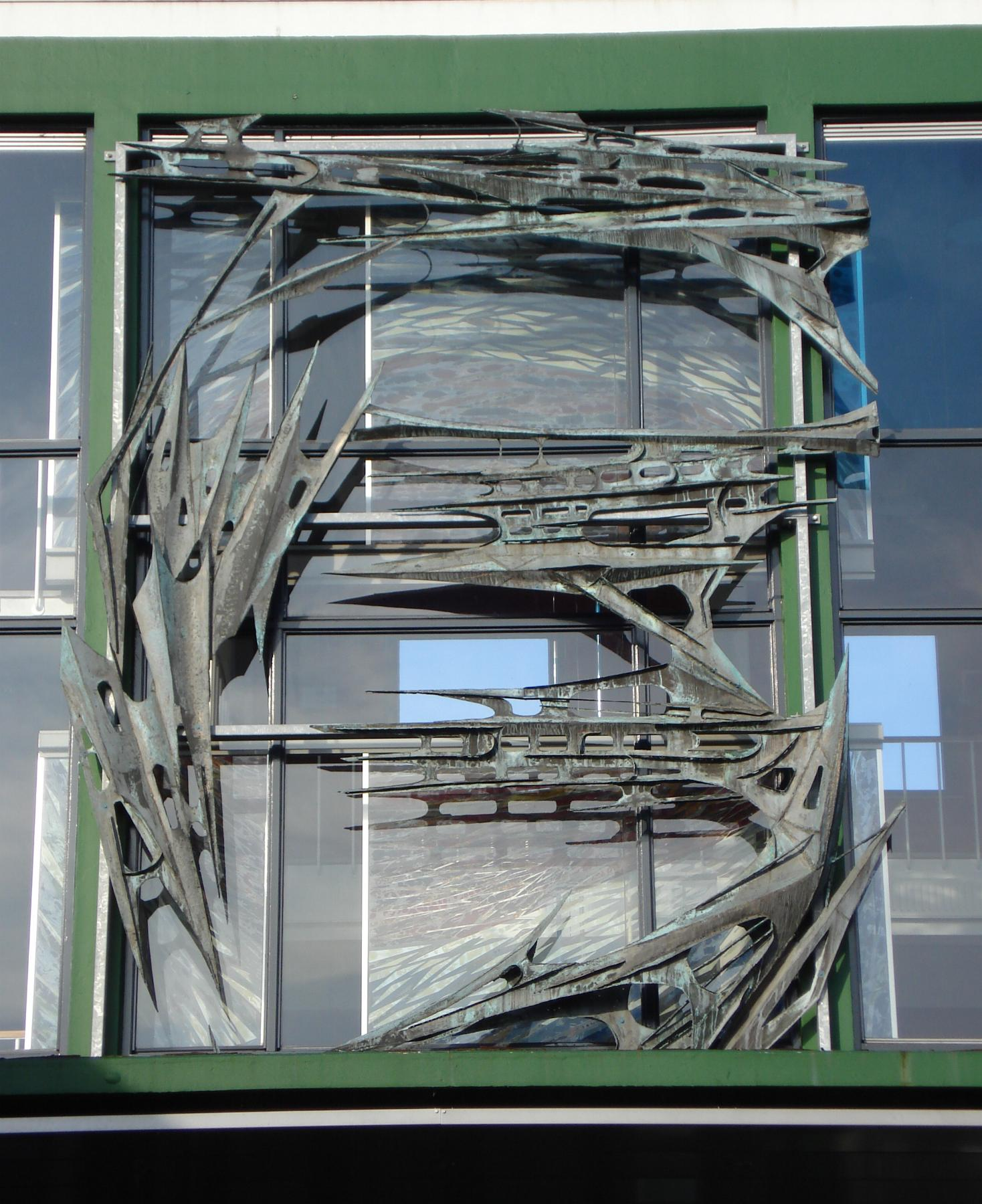
Metaalreliëf, Vlaardingen
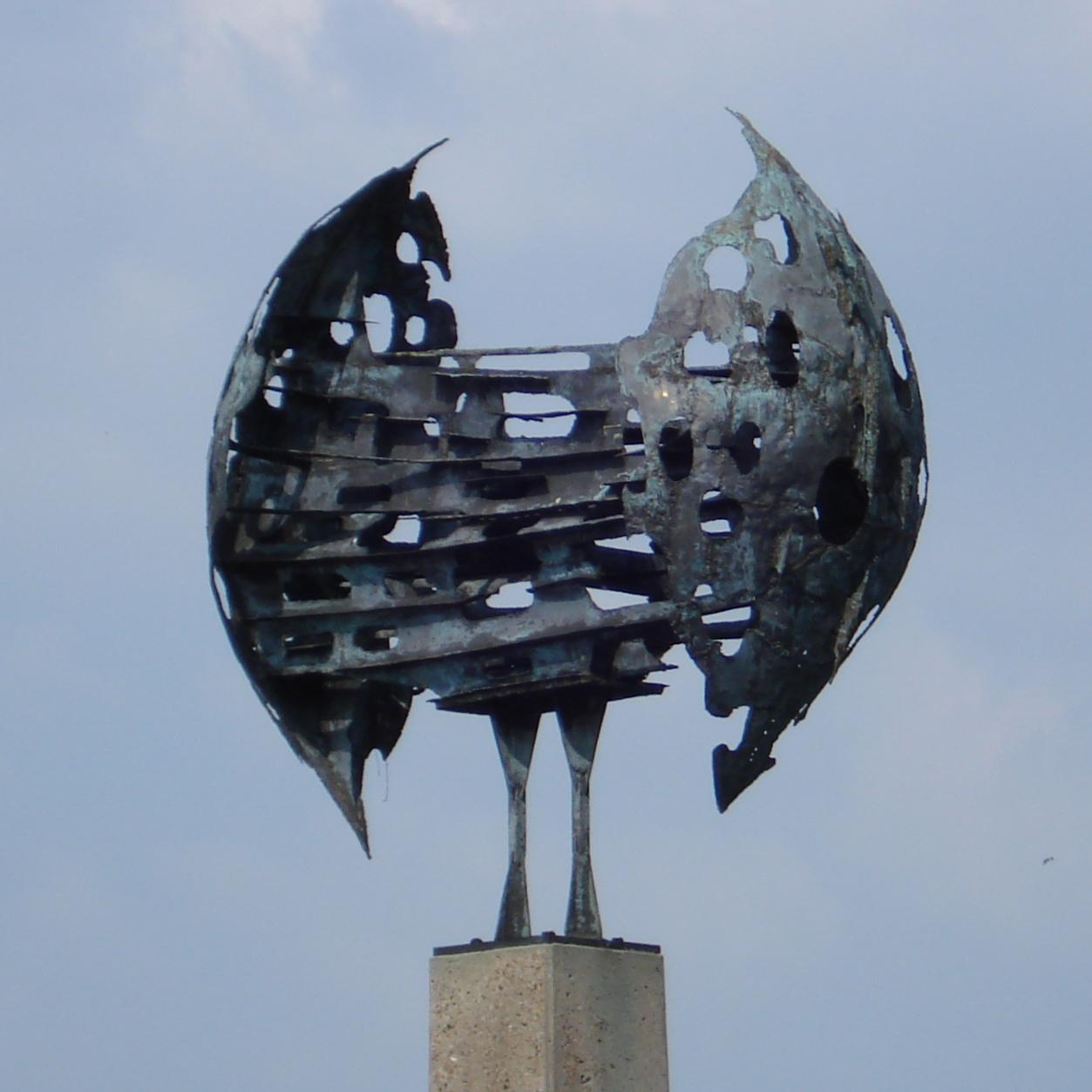
Plastiek (1971)
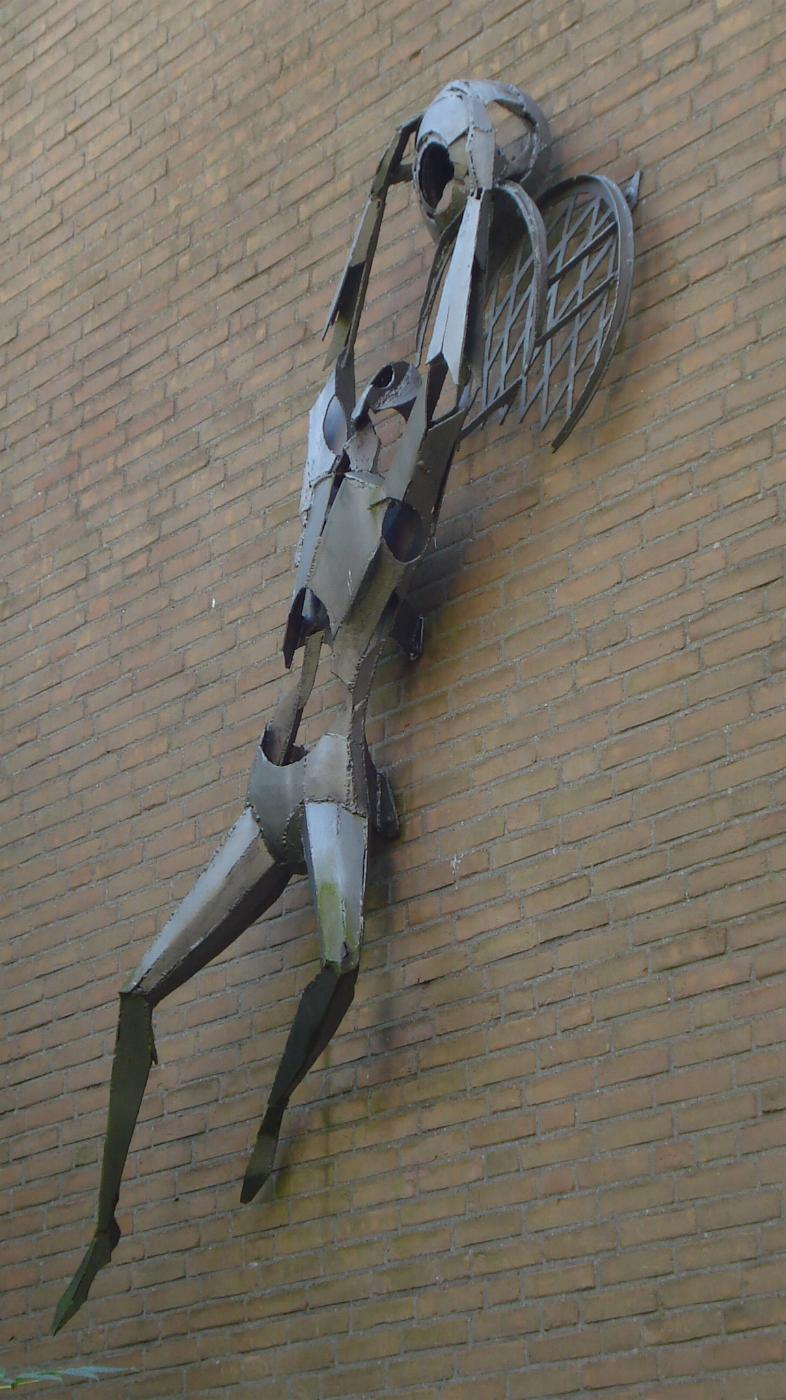
Doelman (1974), Vlaardingen
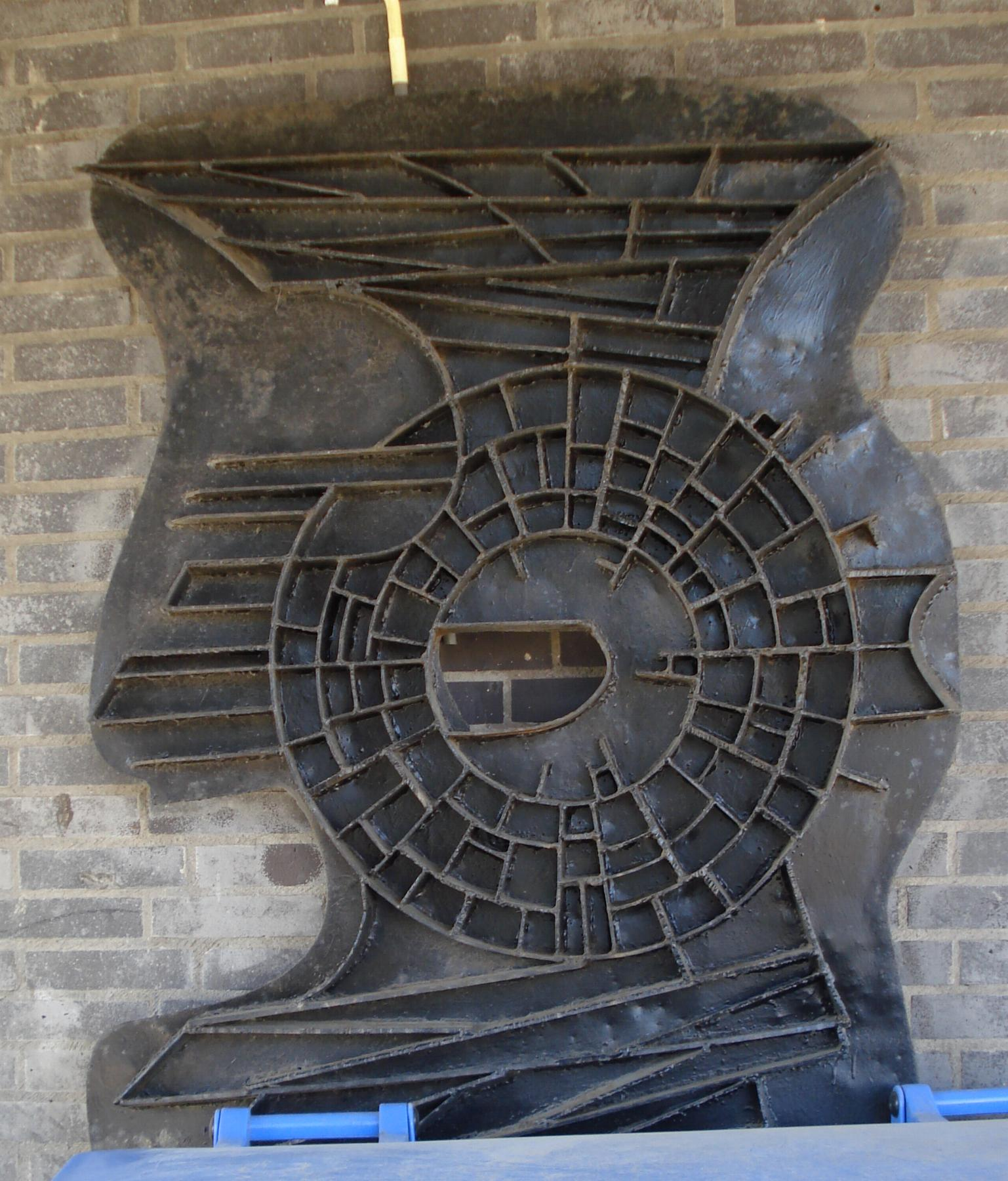
Compositie (1974), Vlaardingen